# Idiocerus gillettei
Idiocerus gillettei är en insektsart som beskrevs av Hamilton 1980. Idiocerus gillettei ingår i släktet Idiocerus och familjen dvärgstritar. Inga underarter finns listade i Catalogue of Life.